# (4580) Child
(4580) Child es un asteroide perteneciente al cinturón de asteroides, descubierto el 4 de marzo de 1989 por Eleanor F. Helin desde el Observatorio del Monte Palomar, Estados Unidos.

## Designación y nombre
Designado provisionalmente como 1989 EF. Fue nombrado Child en homenaje a "Jack B. Child", ingeniero informático en el Jet Propulsion Laboratory, director del proyecto de asteroides de la Fundación Mundial del Espacio, y expresidente de los Astrónomos del Condado de Orange.

## Características orbitales
Child está situado a una distancia media del Sol de 2,638 ua, pudiendo alejarse hasta 2,908 ua y acercarse hasta 2,368 ua. Su excentricidad es 0,102 y la inclinación orbital 13,89 grados. Emplea 1565 días en completar una órbita alrededor del Sol.

## Características físicas
La magnitud absoluta de Child es 12,1.